# No. 12 Squadron RAF
Le No. 12 Squadron RAF est un squadron de la Royal Air Force formé en 1915 et actif par intermittence depuis.
Le No. 12 Squadron a la particularité d'être depuis 2018 un escadron d'entraînement conjoint britanno-qatari dans le cadre du programme d'achat d'Eurofighter Typhoon par la force aérienne de l'Émir du Qatar.

## Histoire
Le No. 12 Squadron est formé le 14 février 1915 à Netheravon et envoyé en France le 6 septembre de la même année pour combattre dans la Première Guerre mondiale. Pendant la durée du conflit, il sert d'escadron de reconnaissance aérienne pour des corps d'armée, en utilisant d'abord des Royal Aircraft Factory B.E.2 puis des R.E.8. Après la fin de la guerre, le No. 12 Squadron reste en Allemagne pendant plusieurs années : lorsqu'il est dissous à Bickendorf le 27 juillet 1922, il est le dernier escadron de la Royal Air Force encore en Allemagne,.

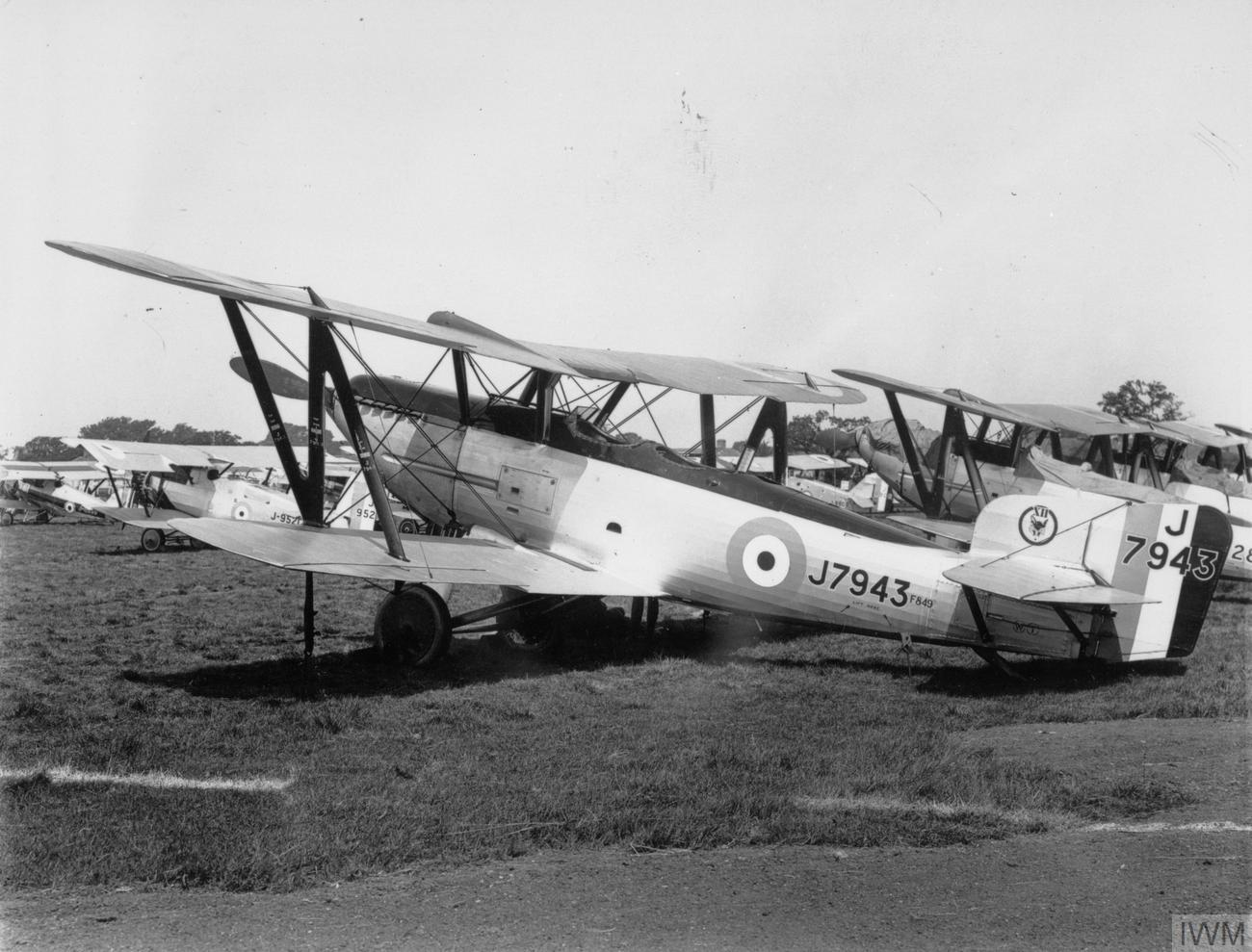
Fairey Fox du No. 12 Squadron pour le spectacle de la Royal Air Force de 1929.

Un an après cette première dissolution, il est cependant reformé à Northolt le 1er avril 1923 pour devenir une unité de bombardiers diurnes équipée de Airco DH.9 puis de Fairey Fawn. En juin 1926, le No. 12 Squadron devient le premier escadron à être équipé de Fairey Fox. L'escadron sera le seul à en être équipé, à cause des coupes budgétaires qui interrompent la production de ce type d'appareil : cette particularité est à l'origine de l'emblème de l'escadron. Après avoir été rééquipé de Hawker Hart en 1931, l'escadron est déplacé à Aden en 1935 dans le cadre de la crise d'Abyssinie. Le No. 12 Squadron rentre en Angleterre l'année suivante.

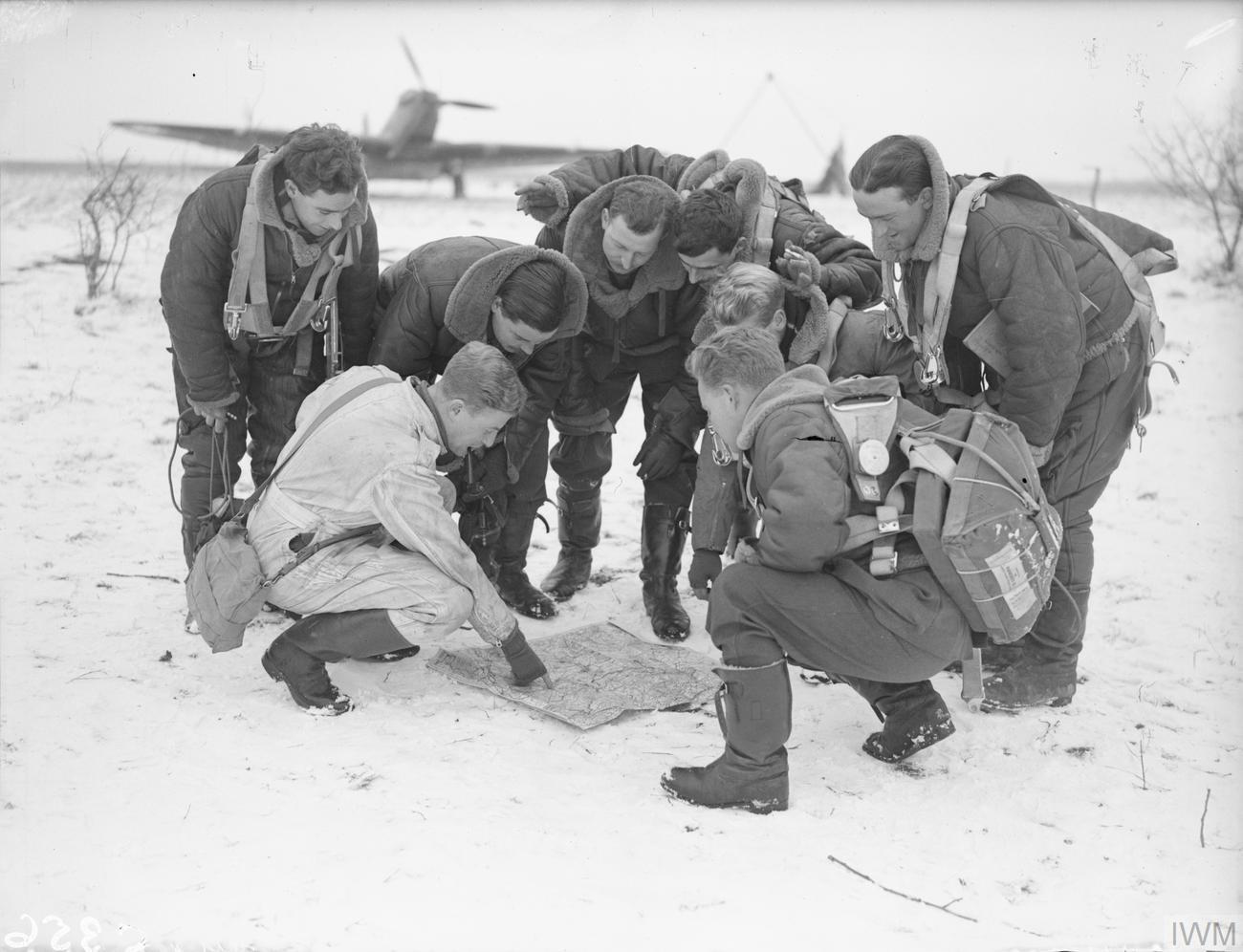
Les équipages de Fairey Battle du No. 12 Squadron RAF vérifient leurs cartes sur l'aérodrome enneigé d'Amifontaine pendant l'hiver 1939-1940.

Lorsque la Seconde Guerre mondiale éclate en septembre 1939, le No. 12 Squadron est intégré à la RAF Advanced Air Striking Force et déployé en France avec ses Fairey Battle reçus en 1938,. Lorsque l'Allemagne passe à l'attaque en mai 1940, l'escadron mène des missions de bombardement à basse altitude contre diverses cibles, comme des ponts. C'est au cours de ce genre de missions que deux de ses membres (Donald Garland (en) et Thomas Gray (en)) gagnent les premières Croix de Victoria décernées à des aviateurs pendant la Seconde Guerre mondiale.
L'escadron est rapatrié en Angleterre avec le reste du corps expéditionnaire britannique mais continue à mener des bombardements en France depuis l'autre côté de la Manche jusqu'à être rééquipé de Vickers Wellington. Après cela, le No. 12 Squadron participe jusqu'à la fin de la guerre à la campagne de bombardements nocturnes sur l'Allemagne (il est cependant rééquipé de Avro Lancaster en 1942).
Après la fin de la Seconde Guerre mondiale, le No. 12 Squadron reste actif : il passe successivement au Avro Lincoln (en 1946) puis au English Electric Canberra (en 1952). C'est avec ce dernier type d'appareil que l'escadron prend part à la crise du canal de Suez en 1956. Il est ensuite brièvement dissous entre le 13 juillet 1961 et le 1er juillet 1962, date à laquelle il est reformé dans le cadre de la V-Force et équipé du bombardier stratégique Avro Vulcan. Il est cependant dissous une nouvelle fois le 31 décembre 1967.

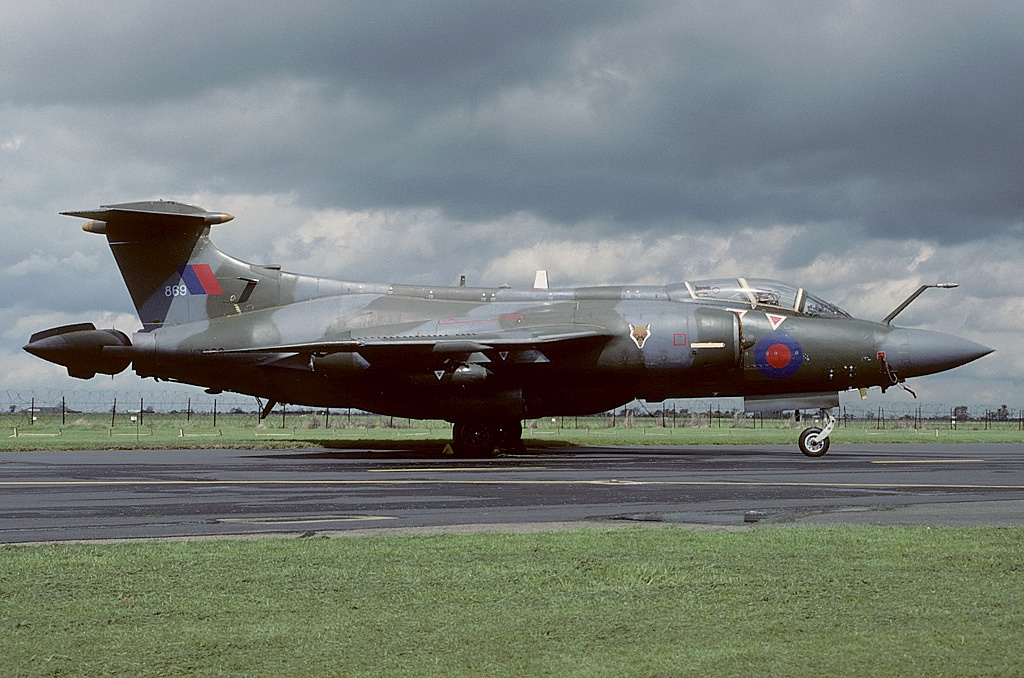
Buccaneer du No. 12 Squadron en 1989. On peut voir sur l'avion le renard emblématique de l'escadron.

Deux ans plus tard, le No. 12 Squadron est reformé et équipé d’avions d'attaque Blackburn Buccaneer qu'il conserve jusqu'en 1993 avant d'être rééquipé de Panavia Tornado. Il est une nouvelle fois dissous le 1er avril 2014 sur la base de RAF Lossiemouth, en Écosse. Il est reformé le 9 janvier 2015 à RAF Marham, toujours avec des Tornado. Le No. 12 Squadron a alors la particularité d'être le premier escadron opérationnel de la RAF à être commandé par une femme :  la wing commander Nikki Thomas. Son existence devait initialement être brève puisqu'une nouvelle dissolution devait intervenir dans le courant de l'année 2015. Cependant, le No. 12 Squadron reste actif jusqu'en 2018 en raison de la poursuite par le gouvernement britannique d'une campagne de frappe contre l’État Islamique en Syrie. Dissous le 14 février 2018, le No. 12 Squadron est reformé dès le 28 juillet suivant à RAF Coningsby pour devenir une unité conjointe d'entraînement britanno-qatari dans le cadre du programme d'achat d'Eurofighter Typhoon par la force aérienne de l'Émir du Qatar.